# Friedrich Wilhelm von Schadow

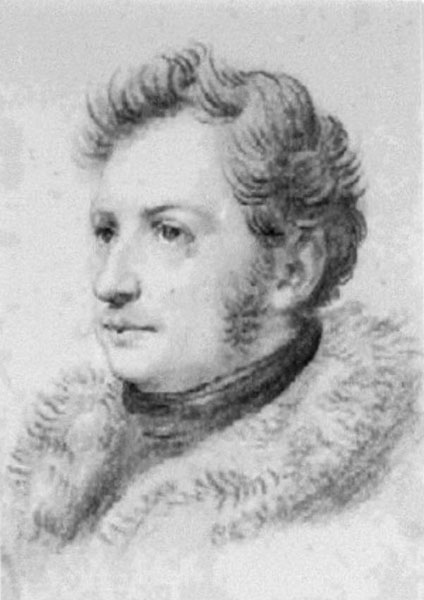
Friedrich Wilhelm von Schadow.

Friedrich Wilhelm von Schadow (Berlijn, 7 september 1789 – Düsseldorf, 19 maart 1862) was een Duits romantisch kunstschilder. Hij maakte deel uit van het kunstgenootschap de Nazareners.

## Leven en werk
Friedrich Wilhelm von Schadow werd geboren als tweede zoon van beeldhouwer Johann Gottfried von Schadow. Van 1806 tot 1807 diende hij als soldaat. In 1810 reisde hij met zijn oudere broer Rudolph naar Rome, waar hij een van de leidende figuren werd binnen de beweging der Nazareners. Hij werd lid van de Rooms-Katholieke Kerk en hield de stelling aan dat een kunstenaar ten volle moet geloven in de waarheden die hij probeert weer te geven. Qua stijl van schilderen greep hij terug op de kunstenaars van het Quattrocento, alsook op oud-Hollandse meesters als Johannes Vermeer.
In Rome kreeg Schadow samen met mede-Nazareners Peter von Cornelius, Johann Friedrich Overbeck en Philipp Veit een grote opdracht van de Pruisische consul-generaal om een groot fresco te maken in diens villa 'Casa Bartholdy' op de Pincio. Hun drie taferelen van de Bijbelse geschiedenis van Jozef, zoon van Jakob trok veel aandacht en vestigde de naam van het gezelschap.
Schadow maakte na zijn terugkeer naar Duitsland ook carrière als leraar en kunstcriticus. Hij werd geroemd om zijn essay Ueber den Einfluss des Christentums auf die bildende Kunst (1843) en de biografische schets Der moderne Vasari (1854). In 1819 werd hij hoogleraar aan de Akademie der Künste te Berlijn. Gedurende deze periode begon hij tevens veel te schilderen voor kerken en leidde hij ook een groot atelier. In 1826 werd Schadow, als opvolger van Peter von Cornelius, directeur van de kunstacademie Düsseldorf, die hij (overigens niet tot ieders zin op de academie) de richting van de Christelijke kunst in duwde. Dit resulteerde uiteindelijk in de vorming van de zogenaamde kunstacademie Düsseldorf, die onder andere bekend werd om haar fresco’s in de omgeving.
Schadow bleef gedurende zijn loopbaan ook zelf veel schilderen, steeds in de stijl van de Nazareners en de romantiek. Hij bevestigde zijn faam met schilderijen als Mignon (1928, naar Goethes Wilhelm Meister), Porträt Felix Schadow (1829, zijn zoon), Die klugen und törichten Jungfrauen (1842) en op latere leeftijd Himmel, Fegfeuer und Hölle (1854). In 1857 kreeg Schadow een hersenbloeding waarvan hij nooit meer helemaal herstelde. Hij overleed in 1862, op 73-jarige leeftijd.

## Galerij

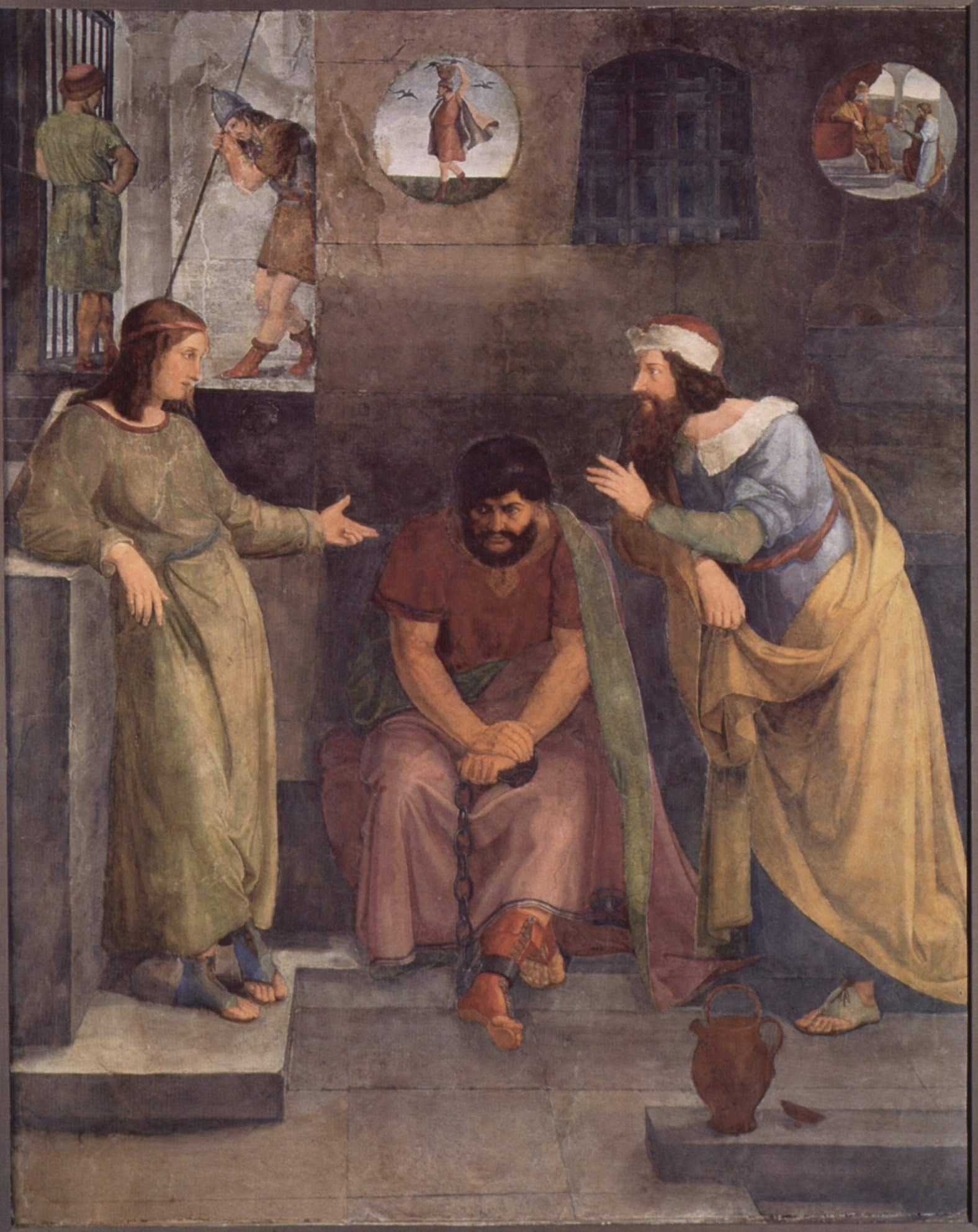
Jozefs droomuitlegging, 1816-1817, fresco, Casa Bartholdy, Rome
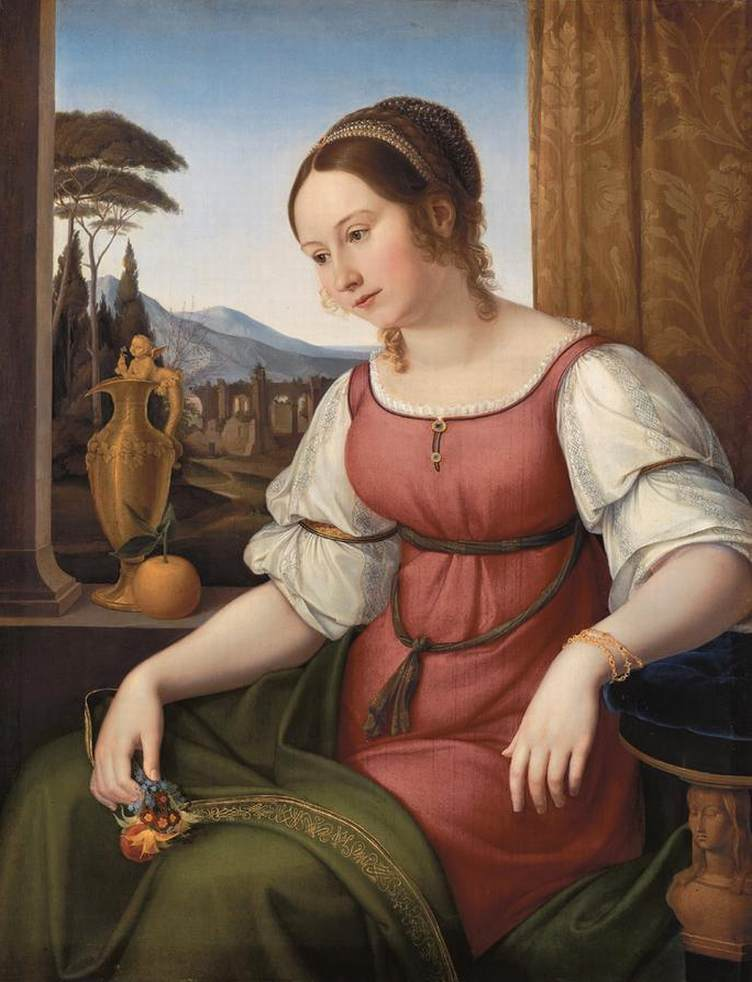
Portret van een jonge Romeinse vrouw (Angelina Magtti), 1818, Neue Pinakothek, München
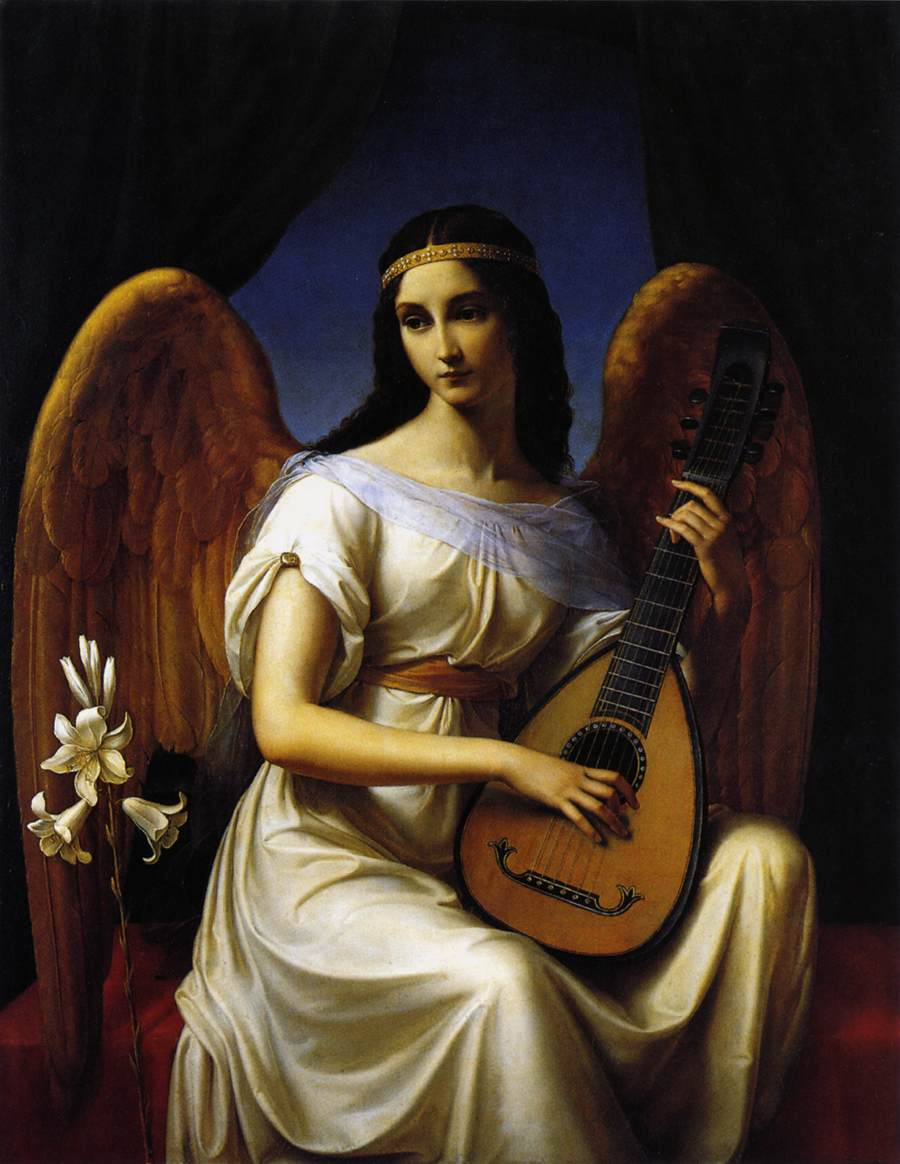
Mignon (model Constanze Dahn), 1828, Museum der bildenden Künste, Leipzig
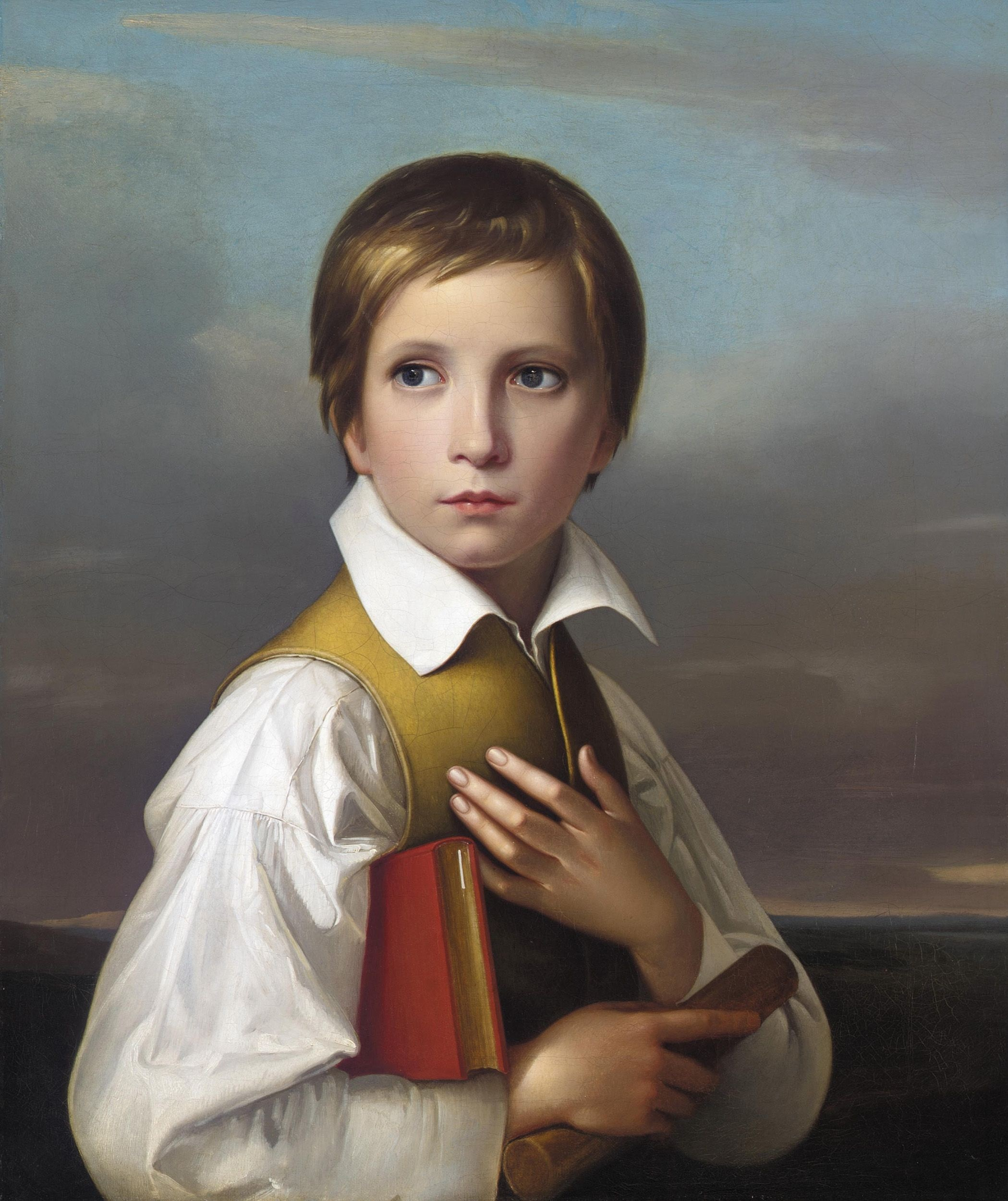
Porträt Felix Schadow, 1829, Liechtenstein Museum, Wenen
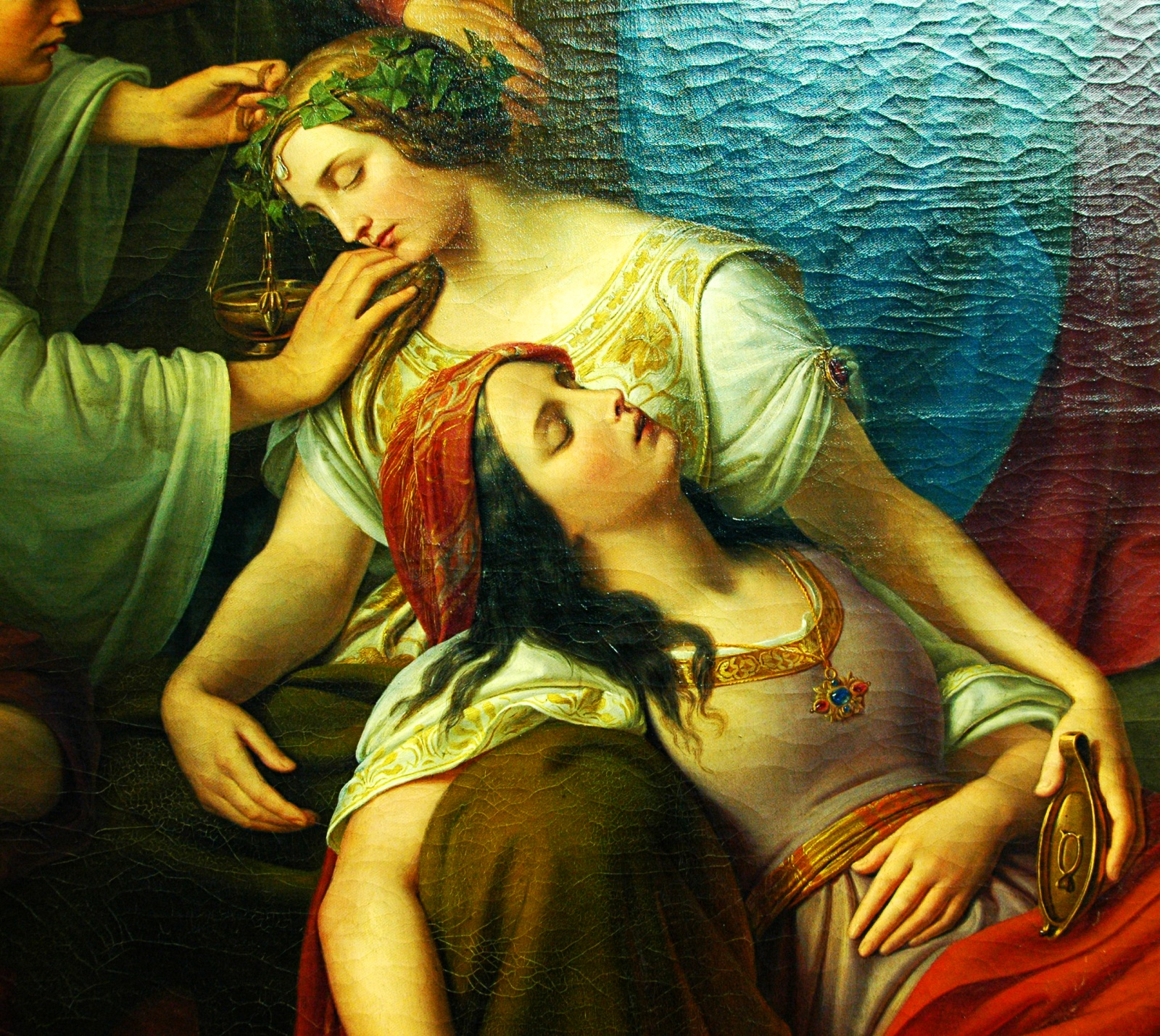
Die klugen und törichten Jungfrauen (detail), 1842, Städel Museum, Frankfurt am Main
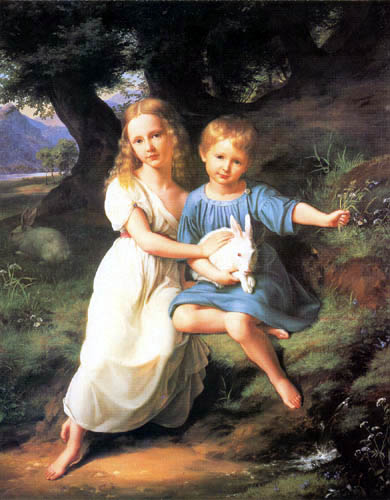
Die Kinder des Künstlers - Sophie en Johann Gottfried Rudolf von Schadow